# エイリアンハンド症候群
エイリアンハンド症候群(alien hand syndrome)とは、自己の意思あるいは意図とは無関係に上肢が動作するなどの運動障害である。「他人の手症候群」とも呼ばれる。道具の強迫的使用や両手間の対立が認められるとされている。

## 原因
主に前頭葉内側部、脳梁、前帯状皮質、後部頭頂葉などの損傷により生じると考えられている。